# Canton de Croisilles
Le canton de Croisilles est une ancienne division administrative française située dans le département du Pas-de-Calais et la région Nord-Pas-de-Calais.

## Géographie

Le Canton de Croisilles dans l'arrondissement d'Arras

Ce canton est organisé autour de Croisilles dans l'arrondissement d'Arras. Son altitude varie de 52 m (Chérisy) à 154 m (Bucquoy) pour une altitude moyenne de 92 m.

## Histoire
De 1833 à 1848, les cantons de Bapaume et de Croisilles avaient le même conseiller général. Le nombre de conseillers généraux était limité à 30 par département.

## Représentation

### conseillers généraux de 1833 à 2015
| Période      | Période      | Identité                              | Étiquette          | Qualité |
| ------------ | ------------ | ------------------------------------- | ------------------ | --- |
| 1833         | 1836         | Augustin Joseph Ledoux                |                    | Propriétaire à Arras et à Douchy-lès-Ayette                                                                                       |
| 1836         | 1838 (décès) | Pierre André Capon Delimal            |                    | Ancien officier Maire de Bapaume                                                                                                  |
| 1838         | 1845         | Alexandre Grardel (1788-1876)         |                    | Négociant, maire de Bapaume |
| 1845         | 1848         | Nicolas Proyart (1797-1870)           |                    | Maire de Morchies |
| 1848         | 1879 (décès) | Augustin Boisleux                     | Droite             | Propriétaire, Maire de Wancourt                                                                                                   |
| 1879         | 1889         | Henri Boisleux (fils du précédent)    | Droite             | Propriétaire, Maire de Wancourt                                                                                                   |
| 1889         | 1930 (décès) | Henri Bachelet                        | Union républicaine | Exploitant agricole à Vaulx-Vraucourt, conseiller d'arrondissement Sénateur (1920-1930)                                           |
| 1930         | 1937         | Georges Boisleux-Bachelet (1876-1960) | URD-RG             | Agriculteur à Mory, conseiller d'arrondissement                                                                                   |
| 1937         | 1940         | Georges Raison (1894-1957)            | Rad.               | Cultivateur et industriel laitier Adjoint au Maire de Bucquoy, conseiller d'arrondissement Nommé conseiller départemental en 1943 |
|              |              |                                       |                    | |
| 1945         | 1951         | Georges Pernin                        | SFIO               | Médecin Conseiller municipal d'Arras                                                                                              |
| 1951         | 1957 (décès) | Georges Raison                        | Rad.               | Maire de Bucquoy, ancien conseiller d'arrondissement                                                                              |
| 30 juin 1957 | 1964         | Albert Thuillier                      | DVD                | Agriculteur - Maire d'Ervillers                                                                                                   |
| 1964         | 1982         | Albert Desailly                       | SFIO puis PS       | Employé SNCF puis agent d'assurances Maire de Croisilles                                                                          |
| 1982         | 2008         | Fernand Dumont                        | DVD                | Secrétaire retraité Maire de Croisilles (1977-1994)                                                                               |
| 2008         | 2015         | Bruno Duvergé                         | MoDem puis UDI     | Cadre supérieur Maire d'Hamelincourt Elu en 2015 dans le Canton de Bapaume                                                        |

### Conseillers d'arrondissement (de 1833 à 1940)
| Période                                  | Période      | Identité                              | Étiquette   | Qualité |
| ---------------------------------------- | ------------ | ------------------------------------- | ----------- | --- |
| 1833                                     | 1839         | Placide Joseph Boniface               |             | Propriétaire, maire de Moyenneville                                                                         |
| 1839                                     | 1845         | Noël Trannin                          |             | Maire de Noreuil                                                                                            |
| 1845                                     | 1852         | Pierre Antoine Herdebault (1809-1880) |             | Juge de paix, propriétaire, ancien maire d'Écoust-Saint-Mein (1840-1844)                                    |
|                                          |              |                                       |             | |
|                                          | 1886         | François Vaillant                     |             | Maire d'Hénin-sur-Cojeul                                                                                    |
| 1886                                     | 1889         | Henri Bachelet                        | Républicain | Agriculteur et brasseur à Vaulx-Vraucourt                                                                   |
| 1889                                     | 1892         | Louis Poutrain (1853-1895)            |             | Cultivateur, maire d'Hamelincourt                                                                           |
| 1892                                     | 1922 (décès) | Louis-Joseph Démiautte (1865-1922)    | Républicain | Boucher à Fresnoy-le-Grand, suppléant du juge de paix à Croisilles                                          |
| 1922                                     | 1930         | Georges Boisleux-Bachelet             | Républicain | Agriculteur à Mory                                                                                          |
| 1930                                     | 1937         | Georges Raison                        | Rad.        | Cultivateur et industriel laitier Adjoint au Maire de Bucquoy                                               |
| 1937                                     | 1940         | Druon Décaudin                        | Rad.        | Inspecteur de police Maire de Bullecourt                                                                    |
| 1940                                     |              |                                       |             | Les conseils d'arrondissement ont été suspendus par la loi du 12 octobre 1940 et n'ont jamais été réactivés |
| Les données manquantes sont à compléter. |              |                                       |             | |

## Composition
Le canton de Croisilles groupe 27 communes et compte 10 907 habitants (recensement de 1999 sans doubles comptes).
| Communes                | Population (2012) | Code postal | Code Insee |
| ----------------------- | ----------------- | ----------- | ---------- |
| Ablainzevelle           | 172               | 62116       | 62002      |
| Ayette                  | 336               | 62116       | 62068      |
| Boiry-Becquerelle       | 419               | 62128       | 62144      |
| Boisleux-au-Mont        | 407               | 62175       | 62151      |
| Boisleux-Saint-Marc     | 208               | 62175       | 62152      |
| Boyelles                | 234               | 62128       | 62172      |
| Bucquoy                 | 1 218             | 62116       | 62181      |
| Bullecourt              | 251               | 62128       | 62185      |
| Chérisy                 | 212               | 62128       | 62223      |
| Courcelles-le-Comte     | 421               | 62121       | 62248      |
| Croisilles              | 1 165             | 62128       | 62259      |
| Douchy-lès-Ayette       | 312               | 62116       | 62272      |
| Écoust-Saint-Mein       | 429               | 62128       | 62285      |
| Ervillers               | 449               | 62121       | 62306      |
| Fontaine-lès-Croisilles | 257               | 62128       | 62343      |
| Gomiécourt              | 169               | 62121       | 62374      |
| Guémappe                | 392               | 62128       | 62392      |
| Hamelincourt            | 249               | 62121       | 62406      |
| Héninel                 | 195               | 62128       | 62426      |
| Hénin-sur-Cojeul        | 372               | 62128       | 62428      |
| Mory                    | 339               | 62159       | 62594      |
| Moyenneville            | 298               | 62121       | 62597      |
| Noreuil                 | 114               | 62128       | 62619      |
| Saint-Léger             | 393               | 62128       | 62754      |
| Saint-Martin-sur-Cojeul | 199               | 62128       | 62761      |
| Vaulx-Vraucourt         | 1 110             | 62159       | 62839      |
| Wancourt                | 587               | 62128       | 62873      |

## Démographie
| 1962  | 1968  | 1975  | 1982   | 1990   | 1999   | 2006   | 2011   | 2012   |
| ----- | ----- | ----- | ------ | ------ | ------ | ------ | ------ | ------ |
| 9 853 | 9 816 | 9 416 | 10 021 | 10 774 | 10 907 | 11 312 | 12 031 | 12 194 |